# مطالعات زیست‌محیطی
مطالعات زیست‌محیطی (به انگلیسی: Environmental studies)، یک رشته دانشگاهی میان‌رشته‌ای است که به‌طور سیستماتیک به مطالعه برهم‌کنش انسان با محیط می‌پردازد. مطالعات محیطی اصول علوم فیزیکی، بازرگانی/اقتصاد، علوم انسانی و علوم اجتماعی را برای پرداختن به مسائل پیچیده زیست‌محیطی معاصر به هم متصل می‌کند. این یک زمینه مطالعاتی گسترده‌ای است که شامل محیط طبیعی، محیط انسانی و رابطه بین آنها می‌شود. این رشته شامل مطالعه در اصول اولیه بوم‌شناسی و علوم محیطی و همچنین موضوعات مرتبط مانند اخلاق، جغرافیا، مردم‌شناسی، سیاست، آموزش، سیاست، برنامه‌ریزی شهری، حقوق، اقتصاد، فلسفه، جامعه‌شناسی و عدالت اجتماعی، برنامه‌ریزی، کنترل آلودگی و مدیریت منابع طبیعی است. برنامه‌های تحصیلی بسیاری از محیط زیست وجود دارد، از جمله مدرک کارشناسی ارشد و کارشناسی. برنامه‌های درجه مطالعات زیست‌محیطی طیف گسترده‌ای از مهارت‌ها و ابزارهای تحلیلی مورد نیاز برای رویارویی با مسائل زیست‌محیطی جهان را فراهم می‌کند. دانش‌آموزان در مطالعات محیطی ابزارهای فکری و روش‌شناختی را برای درک و رسیدگی به مسائل زیست‌محیطی حیاتی زمان ما و تأثیر افراد، جامعه و سیاره به دست می‌آورند. هدف اصلی آموزش محیط زیست این است که تفکر و نگرش طرفدار محیط زیست را در همه افراد جامعه ایجاد کند. این به ایجاد اخلاق زیست‌محیطی و افزایش آگاهی مردم دربارهٔ اهمیت حفاظت از محیط زیست و تنوع زیستی کمک می‌کند.

## مراحل ارزیابی پیامدهای محیط زیست
مراحل ارزیابی پیامدهای (اثرات) زیست‌محیطی مشتمل بر مراحل زیر است:
- پیش امکان‌سنجی فنی-اقتصادی
- غربالگری (SCREENING): تصمیم‌گیری درمورد لزوم انجام ارزیابی اثرات توسعه، سطح و عمق مطالعات مربوط به آن
- تعیین محدوده (SCOPING): تعیین مسایل عمده و تعیین محدوده و شرح خدمات مطالعه
- تعیین و تحلیل پیامدها (اثرات) (IMPACT ANALYSIS): پیش‌بینی اثرات طرح و تعیین اهمیت آن
- اقدامات بهسازی (اصلاحی) (MITIGATION): اقداماتی در جهت جلوگیری، کاهش یا جبران اثرات
- تهیه گزارش (REPORTING): آماده‌سازی اطلاعات لازم جهت تصمیم‌گیری در مورد پروژه
- بازنگری (REVIEWING): آزمون کیفیت گزارش تهیه شده
- تصمیم‌گیری (DECISION MAKING): پذیرش، رد یا پذیرش پروژه مشروط به رعایت ضوابط زیست‌محیطی
- پیگیری (FOLLOW UP): کنترل، مدیریت و ممیزی اثرات اجرای پروژه
- مشارکت مردمی (PUBLIC INVOLVEMENT): آگاه‌سازی و دخالت گروه‌های ذینفع و ذی‌نفوذ در فرآیند تصمیم‌گیری

## جستارهای بیشتر
- اخلاق زیست‌محیطی
- ارتباطات زیست‌محیطی
- آموزش زیست‌محیطی
- جغرافیای زیست‌محیطی
- توسعه پایدار